# Schaugröße
Als Schaugröße werden in der Typographie die Schriftgrade zwischen 14 und 36 Didot-Punkt bezeichnet.
Da solche Schriften auch aus größerer Entfernung noch gut lesbar sind, nennt man sie auch Ferngrößen.
Kleinere Schriftgrade werden als Lesegrößen bzw. Konsultationgrößen bezeichnet.
Noch größere Schriftgrade nennt man Plakatgrößen oder Displaygrößen.